# Giorgi Tschachawa
Giorgi Tschachawa (georgisch გიორგი ჩახავა; * 1923 in Tiflis; † 25. August 2007) war ein sowjetisch-georgischer Architekt.

## Leben

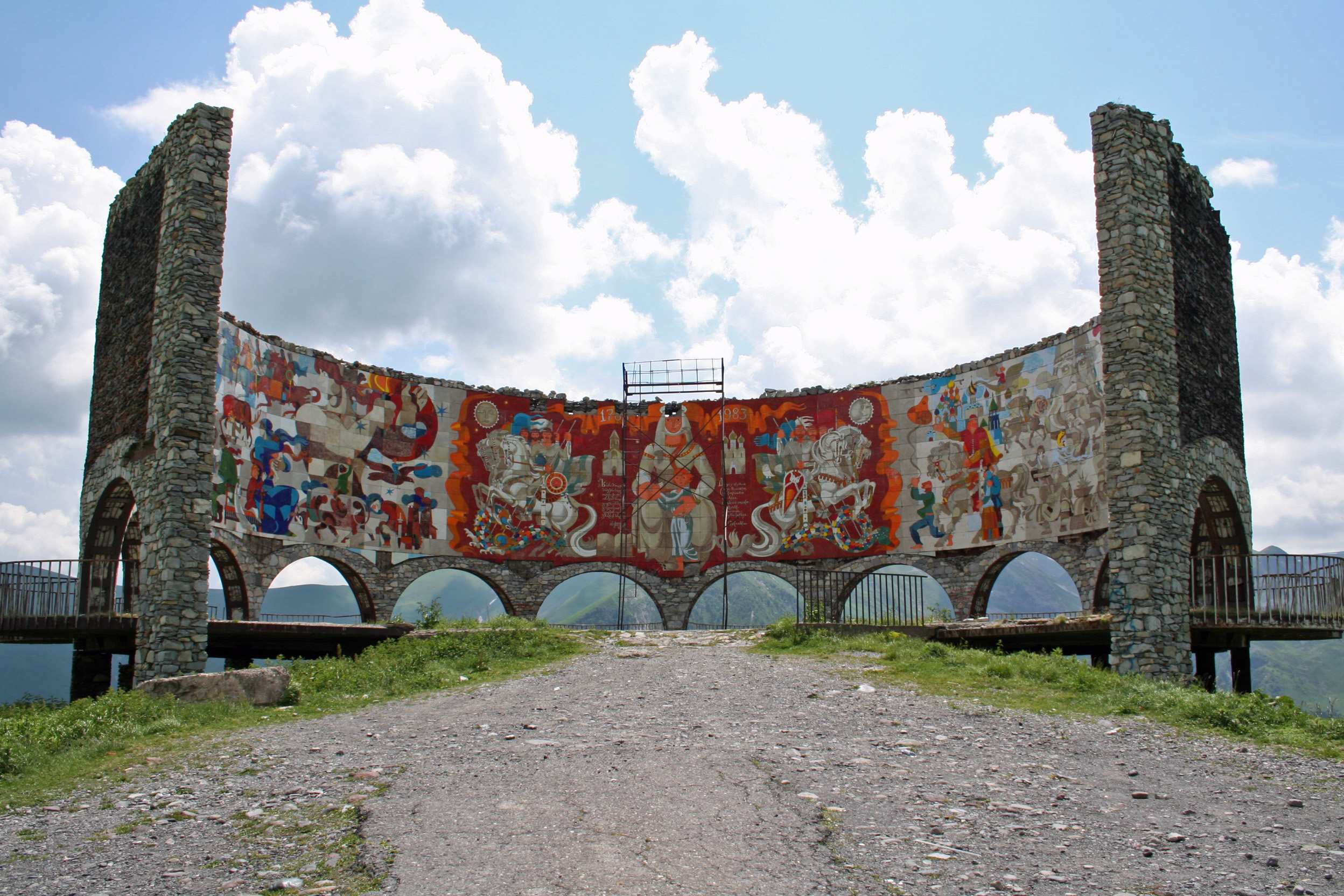
Russisch-Georgisches Freundschaftsdenkmal

Tschachawa beendete 1941 die Schule Nr. 25. Nach seinem Militärdienst studierte er Architektur an der Architekturfakultät der Staatlichen Polytechnischen Hochschule und graduierte 1949. Tschachawa verwirklichte Gebäude in der gesamten Sowjetunion, neben Georgien auch in der Ukraine, Usbekistan, Tadschikistan und Afghanistan. Nach eigenen Angaben ist seine Hauptinspiration die Landschaft seiner Heimat Georgien mit ihren traditionellen Bergdörfern. Sein bekanntestes Bauwerk ist das Verwaltungsgebäude des Ministeriums für Straßenbau, sowie das Café Fantasie in Batumi. Mit Surab Kabanadse und anderen Künstlern war er am Bau des Russisch-Georgisches Freundschaftsdenkmal beteiligt.
Tschachawa wurde mehrfach ausgezeichnet, vom Georgischen Architektenverband, vom Architektenverband der Sowjetunion, 1983 mit dem Staatspreis des Ministerrates der Sowjetunion und 1991 als Ehrenmitglied der International Academy of Architecture of oriental countries.